# Justin Faulk
Justin Faulk (ur. 20 marca 1992 w South St. Paul, Minnesota) – amerykański hokeista, reprezentant USA, olimpijczyk.

## Kariera klubowa
- South St. Paul HS (2007-2008)
- U.S. National U17 Team (2008)
- U.S. National U18 Team (2008-2010)
- USNTDP Juniors (2009)
- Univ. of Minnesota-Duluth (2010-2011)
- Charlotte Checkers (2011-2012)
- Carolina Hurricanes (od 2010)

W drafcie NHL z 2010 został wybrany przez Carolina Hurricanes. W kwietniu 2011 podpisał trzyletni kontrakt z tym klubem. W jego barwach występuje w lidze NHL od sezonu NHL (2012/2013). W międzyczasie do 2012 grał także w zespole farmerskim Charlotte Checkers w rozgrywkach AHL. W marcu 2014 przedłużył kontrakt z Caroliną o sześć lat.

## Kariera reprezentacyjna
Jest reprezentantem USA. Występował w kadrach juniorskich kraju na turniejach mistrzostw świata do lat 18 w 2010) i mistrzostw świata do lat 20 w 2011. W kadrze seniorskiej uczestniczył w turniejach mistrzostw świata w 2012, 2013, 2015 oraz zimowych igrzysk olimpijskich 2014.

## Sukcesy

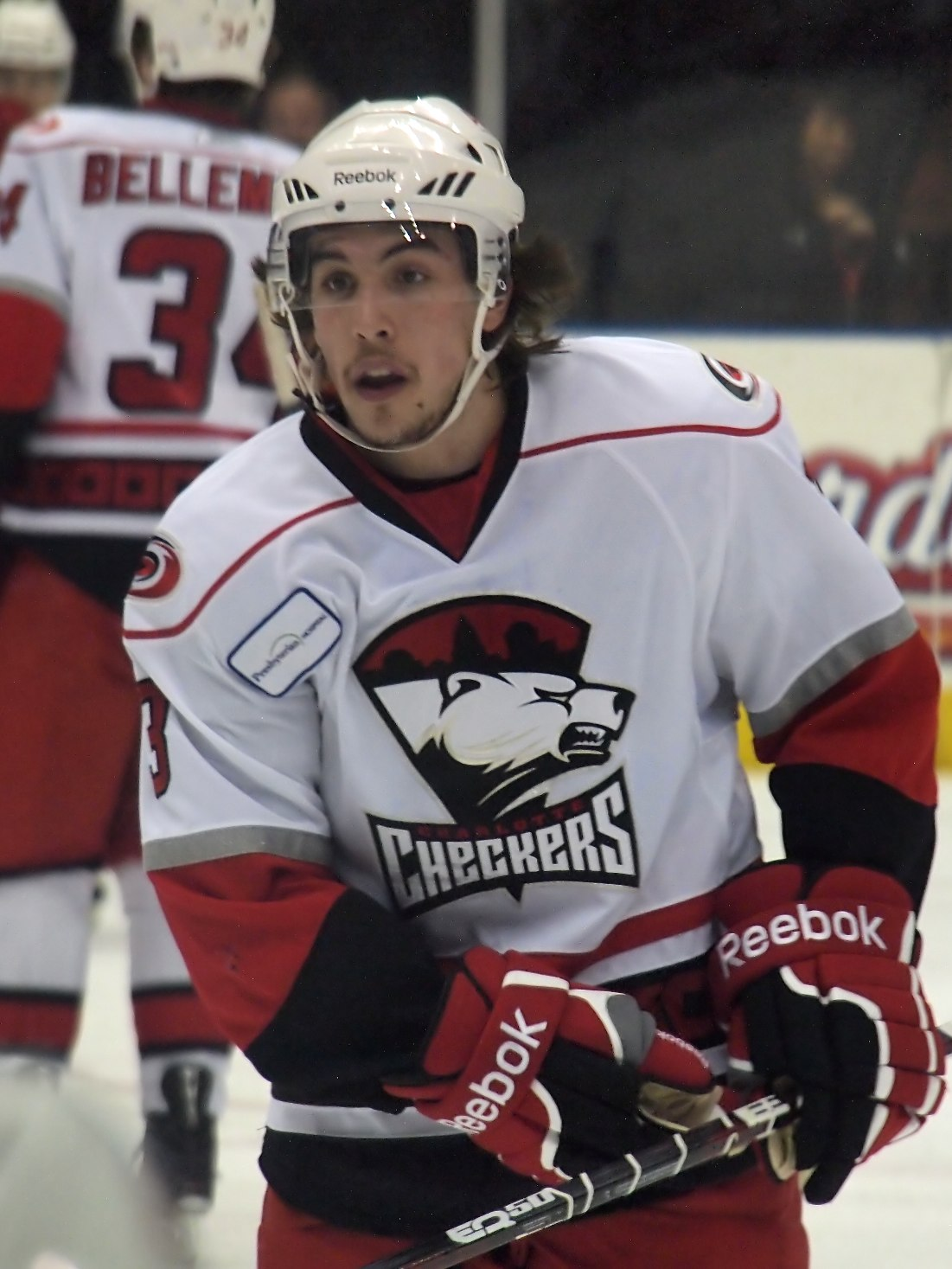
Justin Faulk w barwach Charlotte Checkers (2011)

Reprezentacyjne
- Złoty medal mistrzostw świata juniorów do lat 18: 2010
- Brązowy medal mistrzostw świata juniorów do lat 20: 2011
- Brązowy medal mistrzostw świata: 2013, 2015

Klubowe
- Mistrzostwo NCAA: 2011

Indywidualne
- Sezon NCAA (WCHA) 2010/2011:
  - Skład gwiazd pierwszoroczniaków
  - Trzeci skład gwiazd
- Sezon NHL (2011/2012):
  - NHL All-Rookie Team
- Mistrzostwa Świata w Hokeju na Lodzie 2012/Elita:
  - Siódme miejsce w klasyfikacji +/- turnieju: +9
- Mistrzostwa Świata w Hokeju na Lodzie 2013/Elita:
  - Ósme miejsce w klasyfikacji generalnej asystentów wśród obrońców turnieju: 6 asyst
  - Pierwsze miejsce w klasyfikacji asystentów wśród obrońców turnieju: 6 asyst
  - Trzecie miejsce w klasyfikacji kanadyjskiej wśród obrońców turnieju: 6 punktów[3]
  - Jeden trzech najlepszych zawodników reprezentacji[4]
- Występ w Meczu Gwiazd NHL w sezonie  2016-2017